# El equipo Aahhgg
El equipo Aahhgg es una película española de comedia estrenada en 1989, dirigida por José Truchado y protagonizada en los papeles principales por Antonio Ozores, Juanito Navarro, Máximo Valverde y Fedra Lorente.
Se trata de una parodia disparatada de la serie de televisión norteamericana El equipo A, emitida en la década de los 80.

## Sinopsis
Aníbal, Murdok, Félix y M-30 son un grupo de excombatientes de la guerra de Vietnam. Buscados por la policía de todo el mundo, sobreviven como soldados de fortuna.
Pasados los años, Mauriño (antiguo excombatiente en la guerra de Vietnam) se dedica a la cría de caballos y está sufriendo ataques en su establo por parte de un competidor y por ello pide auxilio a Aníbal, el cual reúne a tres de sus hombres: Murdok, Félix y M-30 para que le ayuden. Tras infiltrarse en la ganadería del extorsionador, descubre que se trata de la sargento Mulligan, una excompañera de combate.

## Reparto
- Antonio Ozores como Coronel Aníbal.
- Juanito Navarro como Sargento Mauriño.
- Fedra Lorente como	Sargento Mulligan / Escarlata.
- Máximo Valverde como Soldado Félix.
- José Álvarez como Soldado Murdok.
- Kimbo como Soldado M-30.
- Analía Ivars como Ramona.
- Rafael Hernández como Sargento policía.
- Daniel Martín como Capataz.
- Fabián Conde como Madame.
- Ramón Lillo como Guardaespaldas 1.
- Julio Corrochano como Guardaespaldas 2.
- Ester Bellver como Enfermera.
- José Burgos como Jockey.
- Vicente Rodado como Gasolinero.